# Boreasmas
Boreasmas era la fiesta ateniense en honor a Bóreas, a quien estaba dedicado un templo en el Ática. 
Se creía que Bóreas mostraba una cierta inclinación por los atenienses desde que raptó a Oritia, hija de Erecteo, rey de Atenas, por lo que cuando en un combate naval el viento del norte destruía una parte de la flota enemiga se atribuía esta ventaja al interés que tomaba Bóreas por el país nativo de Oritía. 
En su Descripción de Grecia, Pausanias cuenta que a Bóreas se le dedicaban en Megalópolis (Arcadia) un templo y fiestas anuales. Cuando Agis, rey de Esparta, pasó a sitiar su ciudad, una máquina de los sitiadores había batido los muros con tanta violencia que la brecha hubiera quedado practicable en la mañana del día siguiente de no haber derribado la máquina un viento del norte que se levantó.